# Sistema tributari local d'Espanya
El sistema tributari local espanyol és el conjunt de tributs que contempla el sistema tributari espanyol. Es caracteritza per consistir en taxes i contribucions especials i els impostos locals.

## Desenvolupament normatiu
Abans de la Constitució espanyola de 1978, els ajuntaments no tenien autonomia fiscal per a la gestió i recaptació de béns rústics, urbans i llicències fiscals. Els municipis solament elaboraven taxes locals i l'Impost de Circulació.
La Llei 41/1975, de 19 de novembre, de l'Estatut de Bases del Règim Local marcava un centralisme de manera que no deixava als ajuntaments que tingueren autonomia fiscal sobre la gestió i recaptació. Aquesta llei va funcionar fins al 1985, any que s'aprovà la Llei de Bases del Règim Local (LBRL), que afirmà l'autonomia financera i tributària dels municipis.
La LBRL permetia que els ajuntaments delegaren les competències a entitats locals superiors. Amb el temps, així van fer molts municipis, principalment delegant a les Diputacions Provincials.
El Reial Decret Legislatiu 2/2004, de 5 de març, aprovà el Text Refòs de la Llei Reguladora de les Hisendes Locals (LRHL).

## Tributs
Els tributs solament poden gravar béns, activitats, rendiments i despeses de dins del territori de l'ens (art. 6). Poden delegar els tributs a les comunitats autònomes i altre entitats locals (art. 7).
Estan regulats per les lleis estatals (Llei General Tributària, Reglament d'Inspecció Tributària i Reglament General de Recaptació).
Les corporacions locals poden establir i exigir tributs segons el marc de les lleis i la Constitució i com no tenen potestat legislativa, es limiten a la potestat reglamentària amb les ordenances fiscals i les ordenances generals de gestió, recaptació i inspecció. L'establiment de tributs per part de les províncies i municipis es fa mitjançant ordenances fiscals, les quals són vigents a partir de la publicació en el butlletí oficial provincial.
Les taxes, preus públics i contribucions especials es basen en el principi del benefici. Aquest estableix que "la major part dels seus tributs suposen una contraprestació pecunària per la part divisible de les seues obres o serveis públics".
Segons l'art. 20 LRHL, la contraprestació serà taxa quan al prestar l'activitat siga a la vegada: sol·licitat o rebuda de manera obligatòria i que no puguen ser prestades per iniciativa privada, que siguen activitats prestades que requereixen manifestació d'autoritat o que siguen serveis públics que tenen declarada la reserva en favor de les entitats locals. Aquestes solen ser les activitats de seguretat, salubritat, proveïment a la població i assumptes urbanístics. I la contraprestació serà un preu públic per al cas dels altres recursos: deriven de l'ús del domini públic o per prestar l'activitat que no siga de recepeció o prestació obligatòria i no poder ser preestables per inicitiva privada.
Els impostos municipals són obligatoris (Impost sobre Béns Immobles, Impost sobre Activitats Econòmiques i Impost sobre Vehicles de Tracció Mecànica) o facultatius (Impost sobre construccions, instal·lacions i obres i l'Impost sobre l'increment del valor dels terrenys urbans més el recàrrecs).